# ساي شيرمان
ساي شيرمان (بالإنجليزية: Charles "Cy" Sherman)‏ هو صحفي رياضي أمريكي، ولد في 10 مارس 1871، وتوفي في 22 مايو 1951.